# Chalaza (anatomia)
Chalaza (l. mn. chalazae) – struktura anatomiczna w postaci krostkowatego wyrostka ściany ciała, opatrzonego pojedynczą szczecinką.
Chalazae występują u larw różnych owadów, np. biedronkowatych, złotookowatych, modraszkowatych i pawicowatych.